# 1964-es Formula–1 amerikai nagydíj
Az 1964-es Formula–1-es világbajnokság kilencedik futama az amerikai nagydíj volt.

## Futam
Enzo Ferrari vitába keveredett az Olasz Autóklubbal, a Ferrarikat a hagyományos vörösről az amerikai kék-fehér színekre festették, az autókat a North American Racing Team nevezte be az utolsó két versenyre.
Watkins Glenben az edzésen Clark volt a leggyorsabb, az első soron Surteeszel osztozott. A rajt után Surtees állt az élre, Spence a harmadik sorból a  második helyre jött fel, de hamar visszaelőzte Hill és csapattársa is. Clark Hill után Surteest is megelőzte a 13. körben, és az élen maradt a 40. körig. Ekkor a Lotus versenyzője gyújtáskihagyással küzdött, gyorsan esett vissza a mezőnyben. Csapata ekkor behívta Spence-t, hogy a két versenyzőjük autót cseréljen. Clark így nem szerezhetett pontot, de abban reménykedett, hogy helyezésével pontot vehet el riválisaitól. A versenyt ezután Hill vezette Surtees és Gurney előtt, míg Clark (Spence autójával) közeledett hozzájuk. Gurney olajnyomásának problémája miatt kiesett a 70. körben. Clark az utolsó körökben az üzemanyagpumpa meghibásodása miatt elveszítette esélyét, hogy megelőzze világbajnoki ellenfeleit. Hill győzött Surtees és a harmadik helyet megöröklő Jo Siffert előtt.
A hetedik helyen rangsorolt Clark esélye a bajnoki címre jelentősen csökkent, Surtees hátránya öt pontra nőtt Hillel szemben.
| Helyezés | #  | Versenyző       | Csapat/Motor   | Futott körök | Idő/Kiesés oka      | Rajthely | Pontszám |
| -------- | -- | --------------- | -------------- | ------------ | ------------------- | -------- | -------- |
| 1        | 3  | Graham Hill     | BRM            | 110          | 2:16'38,0           | 4        | 9        |
| 2        | 7  | John Surtees    | Ferrari        | 110          | + 30,5              | 2        | 6        |
| 3        | 22 | Jo Siffert      | Brabham-BRM    | 109          | + 1 kör             | 12       | 4        |
| 4        | 4  | Richie Ginther  | BRM            | 107          | + 3 kör             | 13       | 3        |
| 5        | 17 | Walt Hansgen    | Lotus-Climax   | 107          | + 3 kör             | 17       | 2        |
| 6        | 12 | Trevor Taylor   | BRP-BRM        | 106          | + 4 kör             | 15       | 1        |
| 7        | 1  | Jim Clark       | Lotus-Climax   | 102          | Elfogyott üzemanyag | 1        |          |
| 8        | 14 | Mike Hailwood   | Lotus-BRM      | 101          | Olajcső             | 15       |          |
| Kiesett  | 6  | Dan Gurney      | Brabham-Climax | 69           | Olajnyomás          | 3        |          |
| HN       | 23 | Hap Sharp       | Brabham-BRM    | 65           | Helyezés nélkül     | 18       |          |
| Kiesett  | 8  | Lorenzo Bandini | Ferrari        | 58           | Motorhiba           | 8        |          |
| Kiesett  | 2  | Mike Spence     | Lotus-Climax   | 54           | Befecskendező       | 1        |          |
| Kiesett  | 25 | Ronnie Bucknum  | Honda          | 50           | Motor túlmelegedés  | 14       |          |
| Kiesett  | 15 | Chris Amon      | Lotus-BRM      | 47           | Motorhiba           | 11       |          |
| Kiesett  | 16 | Jo Bonnier      | Brabham-Climax | 37           | Kerék               | 9        |          |
| Kiesett  | 9  | Bruce McLaren   | Cooper-Climax  | 27           | Motorhiba           | 5        |          |
| Kiesett  | 5  | Jack Brabham    | Brabham-Climax | 14           | Motorhiba           | 7        |          |
| Kiesett  | 10 | Phil Hill       | Cooper-Climax  | 4            | Gyújtás             | 19       |          |
| Kiesett  | 11 | Innes Ireland   | BRP-BRM        | 2            | Váltó               | 10       |          |

## Statisztikák
Vezető helyen:
- John Surtees: 13 (1-12 / 44)
- Jim Clark: 31 (13-43)
- Graham Hill: 66 (45-110)

Graham Hill 8. győzelme, Jim Clark 17. pole-pozíciója, 16. leggyorsabb köre.
- BRM 9. győzelme.